# 建築技術規則
建築技術規則（Building Technical Regulations），簡稱技術規則、技則、技規，為中華民國（臺灣）目前建築管理及設計的主要依據。依據「建築法」所授權訂定，內容包含總則編、建築設計施工編、建築構造編、建築設備編等四編，隨工程技術的更新及面臨的問題而不定期調整，目前共計有三十二章。

## 法規位階
建築技術規則法律位階為法規命令。屬於成文法。
建築技術規則之母法：建築法。在建築技術規則中提及之「本法」皆指建築法。相對地，建築技術規則為建築法之子法。
建築技術規則之子法：
- 建築物附設停車空間機械停車設備規範
- 建築物無障礙設施設計規範
- 老人住宅基本設施及設備規劃設計規範
- 建築基地綠化設計技術規範
- 建築基地保水設計技術規範
- 建築物節約能源設計技術規範
- 建築物生活雜排水回收再利用設計技術規範
- 綠建材設計技術規範
- 建築物耐風設計規範及解說
- 建築物耐震設計規範及解說
- 建築物基礎構造設計規範
- 建築物磚構造設計及施工規範
- 木構造建築物設計及施工技術規範
- 鋼構造建築物鋼結構施工規範
- 建築物混凝土結構設計規範
- 結構混凝土施工規範
- 鋼骨鋼筋混凝土構造設計規範與解說
- 鋼骨鋼筋混凝土構造施工規範
- 冷軋型鋼構造結構設計規範
- 冷軋型鋼構造建築物施工規範
- 建築物給水排水設備設計技術規範
- 建築物污水處理設施設計技術規範

## 增修歷史
由建築技術規則的增訂，可以看出台灣居住狀況的調整。如1984增訂第九章容積管制，台灣正式進入容積率時代，1988年增訂第十章公共建築物行動不便者使用設施（當時稱為殘障者），1994年因應高樓化制定第十二章高層建築物，近年來則因為台灣逐漸進入高齡化社會及世界環保意識的抬頭，分別在2003年及2004年制定第十六章老人住宅及第十七章綠建築。

## 相關領域
- 建築法
- 建築管理

## 外部連結
（页面存档备份，存于）建築技術規則內容